# Кутлу-Аяк
Кутлу́-Ая́к (укр. Кутлу-Аяк, крымскотат. Qutlu Ayaq, Къутлу Аякъ) — исчезнувшее село в Джанкойском районе Республики Крым, располагавшееся на юго-западе района, в степной части Крыма, примерно в 1,5 км к северу от современного села Вишняковка Красногвардейского района.

## История
Идентефицировать Кутлуаяк в Камеральном Описании Крыма… 1784 года пока не удалось — видимо, вследствие эмиграции крымских татар в Турцию, последовавшую вслед за присоединением Крыма к России 8 февраля 1784 года, деревня опустела и встречается, как пустующий Котлаяк, на военно-топографической карте 1817 года. В «Ведомости о казённых волостях Таврической губернии 1829 года», среди жилых селений, также не записан. На карте 1836 года в деревне 3 двора, а на карте 1842 года Кутлуаяк обозначен условным знаком «малая деревня», то есть, менее 5 дворов. Ещё на трёхверстовой карте 1865 года деревня обозначена, но в дальнейших документах XIX века не упоминается.
В следующем документе селение встречается в Статистическом справочнике Таврической губернии 1915 года, согласно которому на хуторе Кутлу-Аяк Богемской волости Перекопского уезда числился 1 двор с 5 приписными жителями.
После установления в Крыму Советской власти, по постановлению Крымревкома от 8 января 1921 года № 206 «Об изменении административных границ» была упразднена волостная система и в составе Джанкойского уезда был создан Джанкойский район. В 1922 году уезды преобразовали в округа. 11 октября 1923 года, согласно постановлению ВЦИК, в административное деление Крымской АССР были внесены изменения, в результате которых округа были ликвидированы, основной административной единицей стал Джанкойский район и село включили в его состав. Согласно Списку населённых пунктов Крымской АССР по Всесоюзной переписи 17 декабря 1926 года, на хуторе Кутлу-Аяк Марьинского сельсовета Джанкойского района числился 1 двор, население составляло 4 человека, из них 3 русских и 1 болгарин. Уже на километровой карте Генштаба Красной армии 1941 года, в которой за картооснову, в основном, были взяты топографические карты Крыма масштаба 1:84000 1920 года и 1:21000 1912 года, селение не значится.